# Synagoge (Tulln an der Donau)

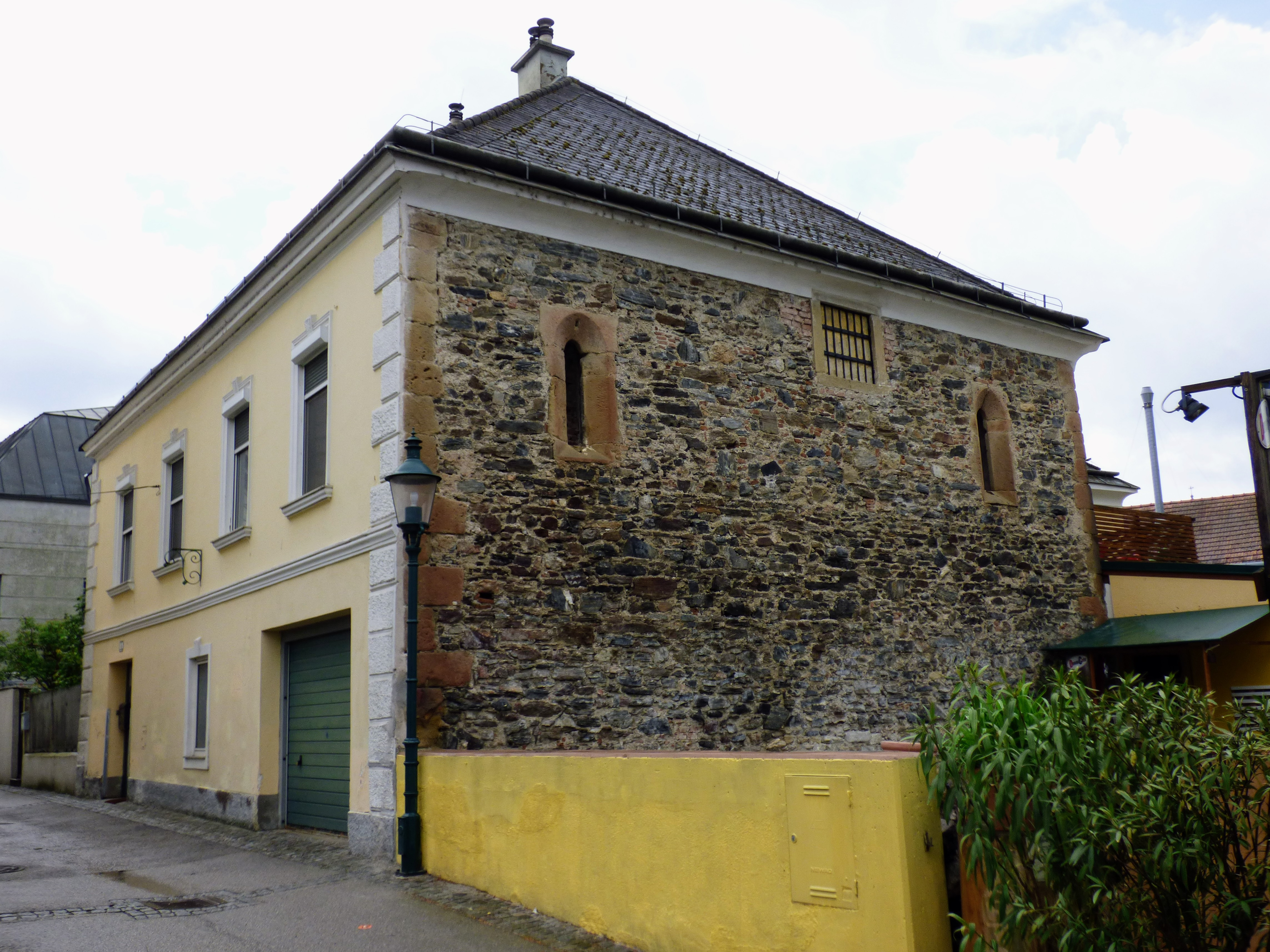
Ehemalige Synagoge in Tulln

Die Synagoge in Tulln an der Donau, einer Stadtgemeinde in Niederösterreich, wurde im 13. Jahrhundert errichtet. Das Gebäude an der Fischergasse 5 wurde erst 2002 wieder als Synagoge erkannt.

## Geschichte
Eine Urkunde von 1267 beweist, dass Tulln bereits im 13. Jahrhundert eine größere jüdische Gemeinde hatte. Judenverfolgungen 1337 und nach 1420 löschten diese jedoch aus. Die Synagoge ging in den Besitz der Stadt über und das Gebäude wurde bis in das 19. Jahrhundert als Gefängnis genutzt.
Bei Abbrucharbeiten eines Anbaus in 2002 kamen Mauerteile und zugemauerte Fenster zum Vorschein, die darauf schließen ließen, dass es sich bei dem Haus um eine ehemalige Synagoge handeln musste. Auch die Lage im früheren Judenviertel spricht dafür. Das äußere Erscheinungsbild und die Fassadengestaltung stammen aus dem 19. Jahrhundert; die Gesamtstruktur des Gebäudes war  durch diese Umbauten aber nicht wesentlich verändert worden.

## Architektur
Der Bau aus Bruchsteinmauerwerk ist 9,80 × 11,40 m groß und bis zur Traufe 8 m hoch, die Innenmaße sind 7,80 × 9,50 m. Das Fußbodenniveau war gegenüber der Straße tiefergelegt, was in mittelalterlichen Synagogen nicht unüblich war.
Neben den beiden 2002 an der Nordwand freigelegten gotischen Lanzettfenstern befanden sich wahrscheinlich auch an anderen Seiten ähnliche Fenster. Da diese hoch angebracht waren und Fensteröffnungen auf Erdgeschossebene fehlen, lässt sich vermuten, dass es sich innen um einen hohen Saal handelte.